# De boeken der kleine zielen
De boeken der kleine zielen is een romancyclus in vier delen van de Nederlandse schrijver Louis Couperus (1863-1923). 
De vier delen zijn:
- De boeken der kleine zielen. De kleine zielen, verschenen in november 1901
- De boeken der kleine zielen. Het late leven, verschenen in april 1902
- De boeken der kleine zielen. Zielenschemering, verschenen in 1902
- De boeken der kleine zielen. Het heilige weten, verschenen in 1903